# Panettone
Panettone är en italiensk julkaka, särskilt förekommande i Milano. Degen består av surdeg, jäst, vatten, mjöl, socker, smör och ägg. Fyllningen i panettonen varierar men är ofta fylld med kanderad apelsin, citronskal och russin. Kakan jäser i tre dygn innan den gräddas. Fetthalten i en panettone är omkring 16 procent.
Panettone är en specialitet i Milano men säljs världen över och har mött ökat intresse under 2000-talet. I Italien köper åtta av tio familjer panettone till jul (publicerat 2016), särskilt den traditionella med russin och kanderade apelsinskal. Samma tid såldes dubbelt så många panettone som Christmas pudding i Selfridges saluhall i London.
Enligt en legend ska julkakan ha kommit till i slutet av 1400-talet. I samband med en viktig middag misslyckades den tjänstgörande kocken hos Milanos hertig Ludovico Sforza totalt med en komplicerad dessert som blev vidbränd. Den unge kökspojken Toni såg att det fanns mjöl, smör, ägg och torkade citroner kvar i matkällaren. På kort tid gjorde han ett sött bröd med ingredienserna. Han fick mycket uppskattning och brödet fick namnet Pan de Toni, sedermera panettone.